# Zeop
Zeop est un fournisseur d'accès à Internet de La Réunion utilisant son propre réseau de fibres optiques et de câbles coaxiaux.

## Historique
La société Zeop a été créée par des actionnaires Canadiens en 2008.
Le 25 août 2010, la société affiche un passif de 20 millions d'euros et est placée en redressement judiciaire. La société est rachetée le 23 mars 2011 par un consortium formé par le groupe Réunionnais Océinde tenu par la famille Goulamaly, à hauteur de 80 % et la banque Mauricienne MCB à hauteur de 20 %.
Le 26 février 2013, Zeop annonce le déploiement de la première zone FTTH de l’île de la Réunion, dans la ville de Saint-Gilles-les-Bains, inaugurée le 19 juin 2013,,,. 
Le 7 novembre 2013, Zeop annonce un accord avec CBo Territoria pour développer la fibre optique sur toute l'île, en commençant par les zones de Sainte-Marie Beauséjour, et la zone industrielle de la Mare,,. Le 2 juillet 2014, le réseau est inauguré officiellement sur Sainte-Marie Beauséjour, Zeop annonçant la couverture de 80 % de la population de Sainte-Marie sous 24 mois,,,.
Le 20 novembre 2014, Zeop annonce un investissement de 70 millions d'euros pour apporter le haut débit à 170 000 foyers réunionnais en 48 mois, y compris les villes de St-Denis, St-André, Sainte-Suzanne, St-Benoît, St-Joseph, St-Leu, et compléter les villes de St-Pierre, le Tampon, le Port, la Possession et St-Paul,,,,,,,.
Le 27 novembre 2017, Zeop annonce couvrir plus de 300 000 logements en très haut débit, soit 75 % de la population réunionnaise, et atteindre 80 % à la fin de 2018,,,.
Le 14 mai 2019, Zeop inaugure son réseau mobile 4T4R,, et couvre toute la Réunion. C'est la première offre qui propose à tous ses clients l'internet mobile illimité. 

## Zones de couverture
Le réseau fibre déployé étant indépendant du réseau téléphonique existant, toutes les communes ne sont pas encore couvertes par le réseau fibre, la plupart de celles qui le sont ne le sont que partiellement.

### Villes couvertes
- Entre-Deux
- Etang Salé
- Petite-Ile
- La Plaine des Palmistes
- Le Port
- La Possession
- Saint-André
- Saint-Benoit
- Saint-Denis
- Sainte-Marie
- Sainte-Suzanne
- Saint-Joseph
- Saint-Leu
- Saint-Paul
- Saint-Pierre
- Le Tampon
- Trois-Bassins
- La plaine des Cafres
- Les Avirons
- Bras Panon

## Services proposés
Zeop propose une offre triple play d'Internet très haut débit, Télévision et Téléphone fixe et une offre de téléphonie mobile avec Internet mobile illimité.

### Internet
Le 1er avril 2014, Zeop annonce de nouveaux débits pour ses offres, :
- L'offre standard (avec ou sans TV) passe à 50 Mbit/s descendant, et 5 Mbit/s montant, y compris pour les anciens clients
- Une nouvelle offre est ajoutée à 100 Mbit/s descendant, et 10 Mbit/s montant

Le 1er novembre 2014, Zeop annonce avoir doublé les débits montants de tous ses clients : les offres à 5 Mbit/s passent à 10 Mbit/s en débit montant, les offres à 10 Mbit/s passent à 20 Mbit/s en montant.
Le 1er mai 2015, Zeop annonce le doublement du débit pour toutes les offres de ses clients. Les débits proposées sont maintenant de 100 Mbit/s en débit descendant et 20 Mbit/s en débit montant, et l'offre premium passe à 200 Mbit/s en descendant et 40 Mbit/s en montant,.
Le 19 octobre 2015, Zeop annonce le lancement des débits de 1 Gbit/s,,,,.
Le 1er novembre 2015, Zeop augmente encore le débit de ses clients. Les débits proposées sont maintenant de 200 Mbit/s en débit descendant et 100 Mbit/s en débit montant, et l'offre premium passe à 1 Gbit/s en descendant et 400 Mbit/s en montant.
Le 13 septembre 2017, Zeop annonce le passage de tous ses clients 3P à un débit de 1 Gbit/s en débit descendant et 400 Mbit/s en débit montant, sans réengagement et sans coût supplémentaire. la migration se fera progressivement jusque fin 2017,.
Le 31 mai 2018, Zeop annonce le passage de tous ses clients 2P à un débit de 500 Mbit/s en débit descendant, sans réengagement et sans coût supplémentaire.
Le 3 septembre 2018, Zeop annonce le lancement d'une offre internet seule, disponible uniquement sur internet, et toujours à 1 Gb/s.
Le 20 janvier 2020 Zeop lance une offre Premium 2 Giga+ proposant un débit descendant de 2,4 Gbit/s et un débit montant de 800 Mbit/s.

### Téléphonie fixe
Les appels vers les fixes sont disponibles en illimité vers plus de 90 destinations.

### Télévision
La télévision propose près de 90 chaînes nationales, régionales et internationales.
Le flux est disponible en diffusion normale ou en full HD pour les décodeurs compatibles.
Le 5 novembre 2013, Zeop annonce un partenariat avec le conseil général de la Réunion pour diffuser dès début 2014 la chaine du conseil général,,. La chaine 974 TV a été lancée le 7 avril 2014. Elle est disponible sur le bouquet Zeop sur la chaine no 974.
Depuis le 1er mai 2015, Zeop ajoute des services de replay sur sa box TV, avec les chaines du groupe France TV (Pluzz), Arte, et Paramount Channel.
Le 1er juillet 2015, Zeop passe 14 chaines supplémentaires en HD .
Le 5 avril 2016, une dizaine de chaînes complémentaires passent en HD. 
Le 20 avril, 2016 Zeop ajoute les deux chaînes Disney Channel et Disney Channel +1, toutes deux en HD. 
Au 20 avril, Zeop dispose de 54 chaînes HD sur son bouquet.

#### VOD
Zeop a signé un accord avec Vidéofutur pour diffuser sur ses décodeurs la solution de VOD comprenant plus de 8000 films récents, dont de nombreux films en HD.
Le 8 juillet 2015, un catalogue de VOD illimité (SVOD) est ajouté gratuitement à tous les clients disposant d'une offre TV, avec plus de 500 films disponibles gratuitement,,,.
En avril 2018, Zeop ajoute à son offre illimitée gratuite le catalogue de TFou automatiquement et sans supplément.

### Service aux entreprises
Zeop commercialise une offre pour les entreprises sous la marque ZEOP ENTREPRISE.
Cette offre comprend à la fois des liaisons fibre, SDSL et hertzienne, des services de VPN et d'accès internet et de la téléphonie d'entreprise.

## Technologie
Zeop utilise deux technologies FTTx selon les zones de couverture :
- FTTH : une fibre optique amenée jusqu'à chaque logement directement. Le protocole utilisé est le GPON qui assure un débit maximal de 2,5 Gbit/s par fibre.
- HFC : la fibre optique arrive en cœur de quartier, et la desserte finale est assurée en cable coaxial. Le protocole utilisé est l’EuroDocsis 3.0 - qui permet de monter le débit jusqu’à 1,2 Gbit/s/abonnés.

Le 9 octobre 2013, Zeop annonce avoir testé du 100 Mbit/s en local dans son lab,,,.
Le 22 juillet 2014, Zeop annonce, premier opérateur à la Réunion, que son réseau est compatible ipV6,,.
Le 29 août 2014, Zeop annonce avoir testé du 400 Mbit/s en local dans son lab ,,,,,,,,.
Le 4 mai 2017, Zeop effectue une démonstration d'ultra haut débit à 10 Gbit/s en conditions réelles (même fibre que chez les abonnés actuels) en partenariat avec ZTE ,,,,,.

## Logos

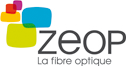
Logo Zeop 2012
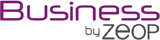
Logo Business by Zeop 2013
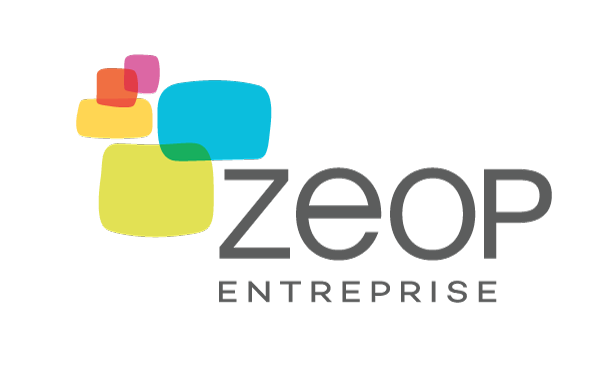
Logo Zeop entreprise 2016
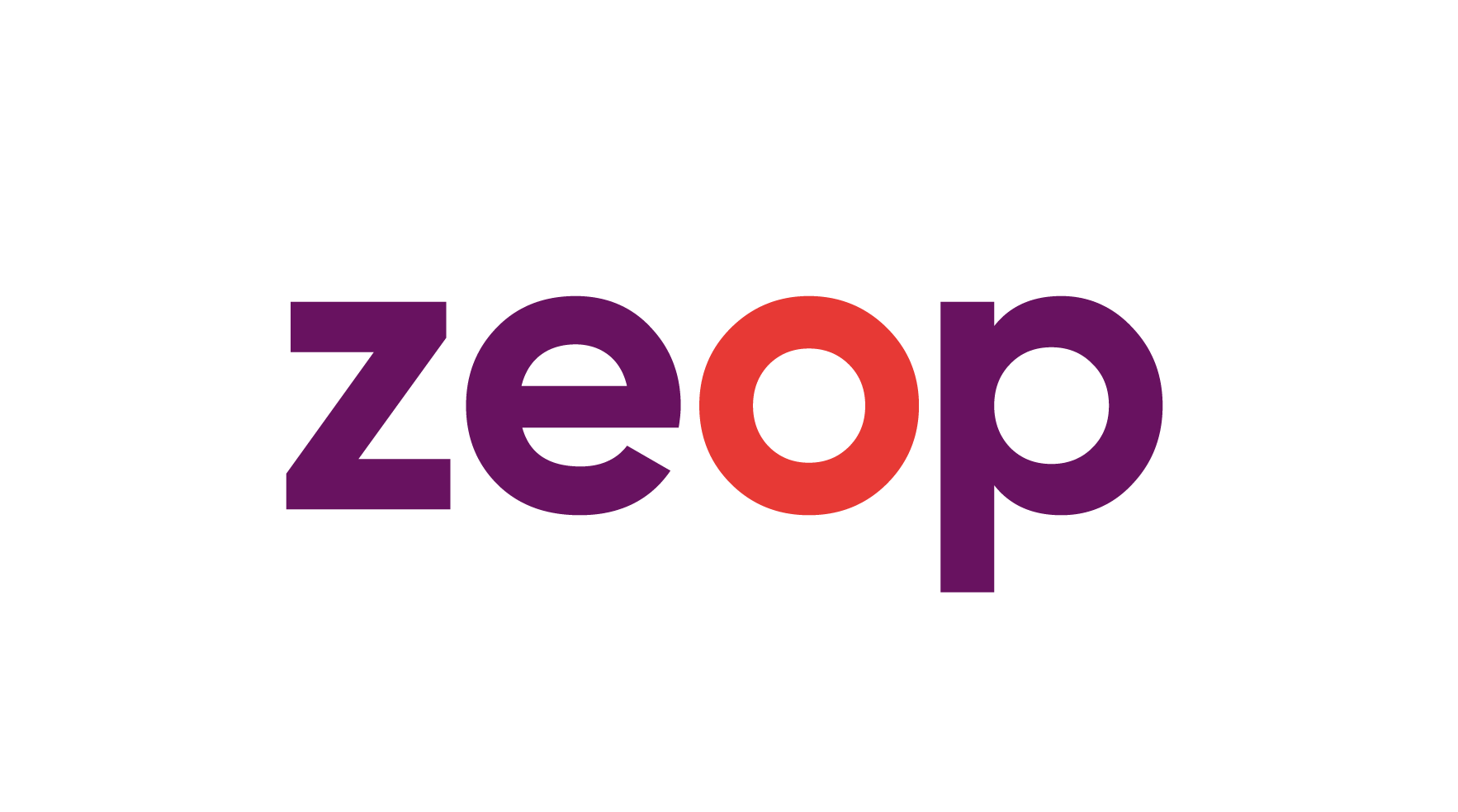
Logo Zeop 2018